# Louis Barthou

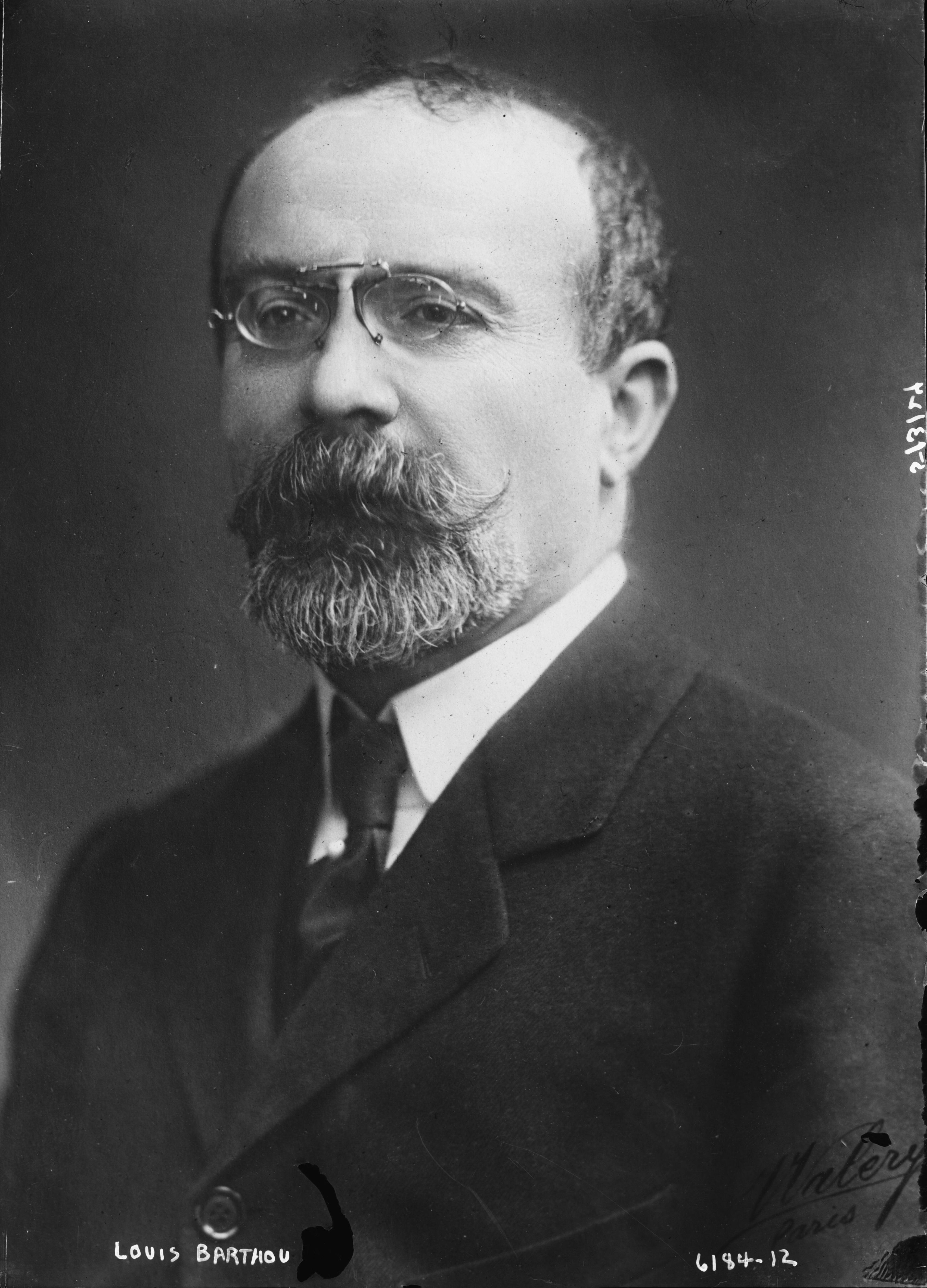
Louis Barthou

Louis Barthou (* 25. August 1862 in Oloron-Sainte-Marie im Département Pyrénées-Atlantiques; † 9. Oktober 1934 in Marseille) war ein französischer Politiker der Alliance démocratique in der Dritten Republik. Er war 1896–1898 Innenminister, von März bis Dezember 1913 Premierminister und von Februar bis Oktober 1934 Außenminister Frankreichs.

## Leben
Barthou absolvierte zunächst eine juristische Ausbildung, ging jedoch bald in die Politik. 1889 wurde er erstmals Abgeordneter der „Gemäßigten Republikaner“ im französischen Parlament. Von Mai 1894 bis Januar 1895 war er Minister für öffentliche Arbeiten, von April 1896 bis Juni 1898 Innenminister. 
Von März bis Dezember 1913 hatte er den Vorsitz im Ministerrat Ministerpräsident und fungierte zugleich als Minister für Unterricht und Künste. Seine Regierung bestand hauptsächlich aus Vertretern der Parti républicain démocratique (der späteren Alliance démocratique, der er selbst angehörte) und der linksliberalen Parti radical-socialiste. Als Regierungschef setzte er angesichts der deutschen Aufrüstung und gegen den Widerstand der politischen Linken eine Verlängerung der Wehrpflicht auf drei Jahre durch. Am 2. Mai 1918 wurde er in die Académie française gewählt. 1922 wechselte er in den Senat. In den Jahren 1922 bis 1926 war er Vorsitzender der Reparationskommission.
Barthou strebte als Frankreichs Außenminister ab 1934 ein System von Verträgen mit Staaten im östlichen Europa an (Pacte de l’Est) und leitete die Unterzeichnung eines französisch-sowjetischen Vertrages ein. Dadurch sowie durch Annäherungen an Großbritannien und Italien wollte er das „Dritte Reich“ diplomatisch isolieren. Durch die Annäherung an die Sowjetunion geriet er in den Widerspruch zu rechten Kreisen.
Am 9. Oktober 1934 weilte der jugoslawische König Alexander I. während eines Staatsbesuches in Marseille und wurde dort von Barthou empfangen. Kurz darauf erschoss der Attentäter Wlado Tschernosemski den König, der gemeinsam mit Barthou in einem Delage Landaulet saß. Beim Schusswechsel wurde auch Louis Barthou schwer verletzt. Er verstarb etwa eine Stunde nach dem Attentat im Krankenhaus von Marseille und wurde auf dem Pariser Friedhof Père-Lachaise beerdigt.

## Werke
- Mirabeau
- Lamartine orateur
- Thiers et la loi Falloux
- Amours d’un poète
- Danton